# Hermann Hoberg
Hermann Hoberg (* 11. Dezember 1907 in Osnabrück; † 21. September 1992 ebenda) war ein römisch-katholischer Priester, Vizepräfekt des Vatikanischen Geheimarchivs und dort über Jahrzehnte der einzige deutschsprachige Mitarbeiter.

## Biographie
Der aus einer angesehenen alten Osnabrücker Familie stammende Hoberg machte 1927 Abitur am Gymnasium Carolinum in Osnabrück. Er studierte Katholische Theologie in Innsbruck, Münster und Freiburg im Breisgau und empfing nach Besuch des Priesterseminars in Osnabrück 1933 durch Bischof Hermann Wilhelm Berning die Priesterweihe. In Innsbruck wurde er auch 1927 Mitglied im W.K.St.V. Unitas-Norica. Während seiner Tätigkeit als Vikar an der Pfarrei St. Marien in Flensburg arbeitete er an dem Abschluss seiner kirchenhistorischen Promotion über die Konfessionsverhältnisse im Hochstift Osnabrück nach dem Dreißigjährigen Krieg. 1938 wurde er in Freiburg im Breisgau zum Dr. theol. promoviert und kam im gleichen Jahr zu historischen Forschungen über die päpstlichen Finanzen mit einem Stipendium der Görres-Gesellschaft nach Rom, wo er Mitglied des Priesterkollegs am Campo Santo Teutonico im Vatikan wurde. Während des Zweiten Weltkrieges verband ihn eine engere Freundschaft zu den ebenfalls in Rom lebenden deutschen Kirchenhistorikern Hubert Jedin und Friedrich Kempf SJ.
Nach Ablauf des Stipendiums der Görres-Gesellschaft ergriff Hoberg 1950 die Gelegenheit und übernahm die Tätigkeit eines Archivars im Vatikanischen Geheimarchiv, dessen Vizepräfekt er von 1956 bis 1980 war. Hoberg nahm sich insbesondere der Erschließung des Archivs der päpstlichen Rota (Rota Romana) an, setzte seine Forschungen über die päpstlichen Finanzen jedoch weiter fort.
1971 wurde er Konsultor für die historischen Selig- und Heiligsprechungsprozesse in der Kongregation für die Selig- und Heiligsprechungsprozesse (Ufficio Storico-Agiografico della S. Congregatione dei Santi). 1980 wurde er Kanoniker an St. Peter im Vatikan.

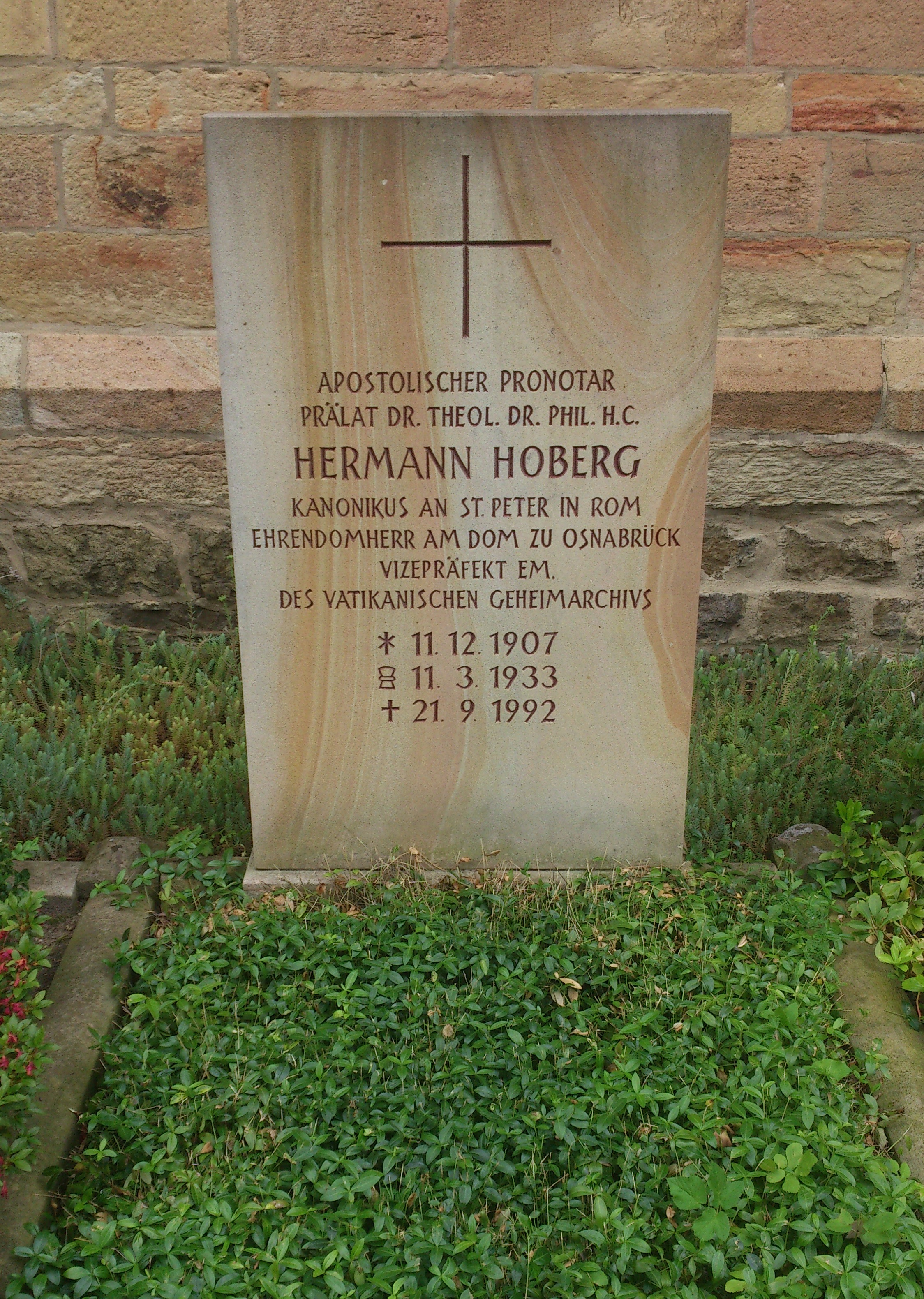
Grab von Hermann Hoberg auf dem Domherrenfriedhof im Innenhof des Osnabrücker Doms

Im Vatikanischen Geheimarchiv lange Jahre der einzige deutschsprachige Mitarbeiter, war Hoberg bis zu seinem Tode erster Ansprechpartner für die aus Deutschland kommenden Wissenschaftler, zumal er als Vizepräfekt ohnehin für die Benutzerbetreuung zuständig war. 1979 widmeten ihm Wissenschaftler aus aller Welt eine zwei Bände umfassende Festschrift mit Beiträgen, die sich mit Themen aus dem Forschungsbereichen Hobergs befassten. 1987 erschien in der Zeitschrift des Römischen Instituts der Görres-Gesellschaft, der Römischen Quartalschrift (Bd. 82, S. 122–134), Lebenserinnerungen. Hoberg, der auf Grund seiner bescheidenen und zurückhaltenden Art wenig Aufhebens um seine Person machte, erhielt mehrere Auszeichnungen.

## Auszeichnungen
- 1953 Päpstlicher Geheimkämmerer
- 1958 Päpstlicher Hausprälat
- 1961 Verleihung des Großen Goldenen Ehrenzeichens für Verdienste um die Republik Österreich[2]
- 1967 Verleihung des Großen Verdienstkreuzes der Bundesrepublik Deutschland
- 1977 Ehrendomherr des Domkapitels in Osnabrück
- 1977 Ehrendoktor der Philosophischen Fakultät der Rheinischen-Friedrich-Wilhelms-Universität Bonn
- 1978 Korrespondierendes Mitglied der Direktion der Monumenta Germaniae Historica
- 1982 Ehrenmitglied der päpstlichen theologischen Akademie (Pontificia Accademia di Teologia)
- 1983 Korrespondierendes Mitglied der philosophisch-historischen Klasse der Österreichischen Akademie der Wissenschaften

## Schriften (Auswahl)
Nicht einzeln aufgeführt sind Hobergs Beiträge in: Römische Quartalschrift (1942–1987), Zeitschrift der Savigny-Stiftung für Rechtsgeschichte. Kanonistische Abteilung (1944–1953), Archiv für katholisches Kirchenrecht (1947), Historisches Jahrbuch (1953), Quellen und Forschungen aus italienischen Archiven und Bibliotheken (1954–1955), Lexikon für Theologie und Kirche (2. Auflage) sowie den Festschriften für Angelo Mercati (1959), Eugène Tisserant (1964), Hubert Jedin (1965), Martino Giusti (1978), Johannes Lenzenweger (1986). Johann Rainer (1988) und Josef Metzler (1991) sowie zum 100-jährigen Bestehen des Priesterkollegs beim Campo Santo Teutonico (1977) und zum 100-jährigen Jubiläum der Öffnung des Vatikanischen Geheimarchivs (1982).
- Die Gemeinschaft der Bekenntnisse in kirchlichen Dingen. Rechtszustände im Fürstentum Osnabrück vom Westfälischen Frieden bis zum Anfang des 19. Jahrhunderts (= Bistum Osnabrück, Bd. 1). Osnabrück 1939.
- Die Inventare des päpstlichen Schatzes in Avignon 1314–1376 (= Studi e Testi, vol. 111). Città del Vaticano 1944.
- Taxae pro communibus servitiis ex Libris obligationum ab anno 1295 usque ad annum 1455 confectis (= Studi e Testi, vol. 144). Città del Vaticano 1949.
- Papst Pius XII. Luzern 1949.
- Die Einnahmen der Apostolischen Kammer unter Innozenz VI. Erster Teil: Die Einnahmeregister des päpstlichen Thesaurars (= Vatikanischen Quellen zur Geschichte der päpstlichen Hof- und Finanzverwaltung 1316–1378, Bd. 7). Paderborn 1955.
- Die Einnahmen der Apostolischen Kammer unter Innozenz VI. Zweiter Teil: Die Servitenquittungen des päpstlichen Kamerars (= Vatikanischen Quellen zur Geschichte der päpstlichen Hof- und Finanzverwaltung 1316–1378, Bd. 8). Paderborn 1972.
- (postum erschien:) Inventario dell’Archivio della Sacra Romana Rota (sec. XIV–XIX). Hrsg. von Josef Metzler (= Collectanea Archivi Vaticani, vol. 34.), Città del Vaticano 1994.